# Baptiste Santamaria
Baptiste Santamaria (ur. 9 marca 1995 w Saint-Doulchard) – francuski piłkarz występujący na pozycji pomocnika. Wychowanek Bourges 18, w trakcie swojej kariery grał także w takich zespołach, jak Tours FC, Angers SCO oraz SC Freiburg. Młodzieżowy reprezentant Francji.